# رایلی (کانزاس)
رایلی (به انگلیسی: Riley) شهری در ایالت کانزاس کشور ایالات متحده آمریکا است که جمعیت آن در سرشماری سال ۲۰۱۰ میلادی، ۹۳۹ نفر بوده‌است.